# École des sciences de la gestion de l'Université du Québec à Montréal
Pour les articles homonymes, voir ESG.
L'École des sciences de la gestion est l'école de gestion de l'Université du Québec à Montréal (ESG UQAM). Fondée en 1991 à Montréal, au Québec, elle regroupe plusieurs unités de recherche et d'enseignement en sciences de la gestion. 

## Historique
En 1969, l'Université du Québec à Montréal est fondée à Montréal.
En 1991, l'École des sciences de la gestion est créée en regroupant les départements d'administration, de comptabilité, d'économie et des études urbaines et touristiques.
En 2016, l'École explore la possibilité de créer une école indépendante de l'Université du Québec à Montréal. Une lettre signée par plus de 250 professeurs et chargés de cours de l'École soutiennent l'initiative du doyen. Après des négociations avec l'université, l'École met fin aux démarches la même année. À la même époque, près de 30 % des 43 000 étudiants de l'UQAM étaient inscrits à l'École.

## Diplômés notables
- Jessica Harnois, 2017 : sommelière, auteure et conférencière, présidente des Productions Jessica Harnois Inc.[6]
- Lantosoa Rakotomalala, 2016 : ministre de l'Industrie, du Commerce et de l'Artisanat de Madagascar[7]
- Johanne Ardouin, 2003 : Ombudsman Banque Royale du Canada[8]
- Micheline Martin, 1993 : Ex-Présidente Direction du Québec, RBC Banque Royale, retraitée[9]
- Lynn Jeanniot, 1993 : vice-présidente à la direction – Ressources humaines et Affaires corporatives à la Banque Nationale du Canada[10],[11]
- Donald LeCavalier, 1991: Chef de la direction financière TC Transcontinental[12]
- Réal Raymond, 1986 : président et chef de la direction de la Banque nationale du Canada de 2002 à 2007

- Daniel Dupuis, 1985 :  Chef de la surveillance Mouvement Desjardins[13]
- Ginette Maillé, 1984 : Vice-présidente, Finances, administration et chef de la direction financière Aéroports de Montréal[14]
- Patrick Pichette : premier vice-président et directeur financier de Google du 1eraoût 2008 à mars 2015[15]
- Suzanne Rancourt : administratrice de sociétés et vice-présidente audit interne et risque d'entreprise chez CGI de 2006 à 2016[16]
- Philippe Rainville, 1986 : président-directeur général d'Aéroports de Montréal[17]